# CRC Handbook of Chemistry and Physics

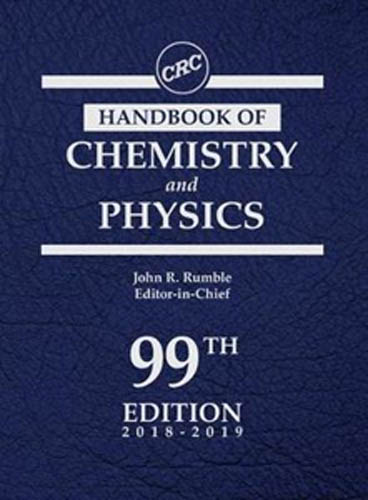
Copertina della 99ª edizione

Il CRC Handbook of Chemistry and Physics è un manuale di chimica e fisica in un unico volume per la ricerca scientifica, attualmente alla sua 99ª edizione (ISBN 978-1-1385-6163-2 con 1532 pagine, 1000 immagini, 18 Giugno, 2018, Caporedattore John R. Rumble). Viene soprannominato la 'Bibbia di Rubber' o il 'Libro di Rubber', dato che originariamente rappresentava la "Chemical Rubber Company" (ora CRC Press).
Già nell'edizione del 1962-1963 (3.604 pagine) il manuale conteneva una miriade di informazioni per ogni ramo della scienza e dell'ingegneria. Le sezioni includevano: Matematica, Proprietà e Costanti Fisiche, Tabelle Chimica, Proprietà della Materia, Calore, Tabelle Igrometriche e Barometriche, Suono, Quantità e Unità varie. Le edizioni precedenti includevano sezioni come "Antidoti di Veleni", "Regole per denominare Composti Organici", "Tensione Superficiale di Sali Fusi", "Composizione percentuale di Soluzioni Antigelo", "Tensioni di scintilla", "Alfabeto Greco", "Scale Musicali", "Pigmenti e Coloranti", "Confronto di Tonnellate e Libbre",
"Calibri per Torsione Punte Trapano e Fili Acciaio" e "Proprietà dell'Atmosfera Terrestre ad altitudini fino a 160 chilometri". Le edizioni successive si concentrano quasi esclusivamente su argomenti di Chimica e Fisica ed eliminano molte informazioni "comuni" presenti nelle vecchie edizioni.

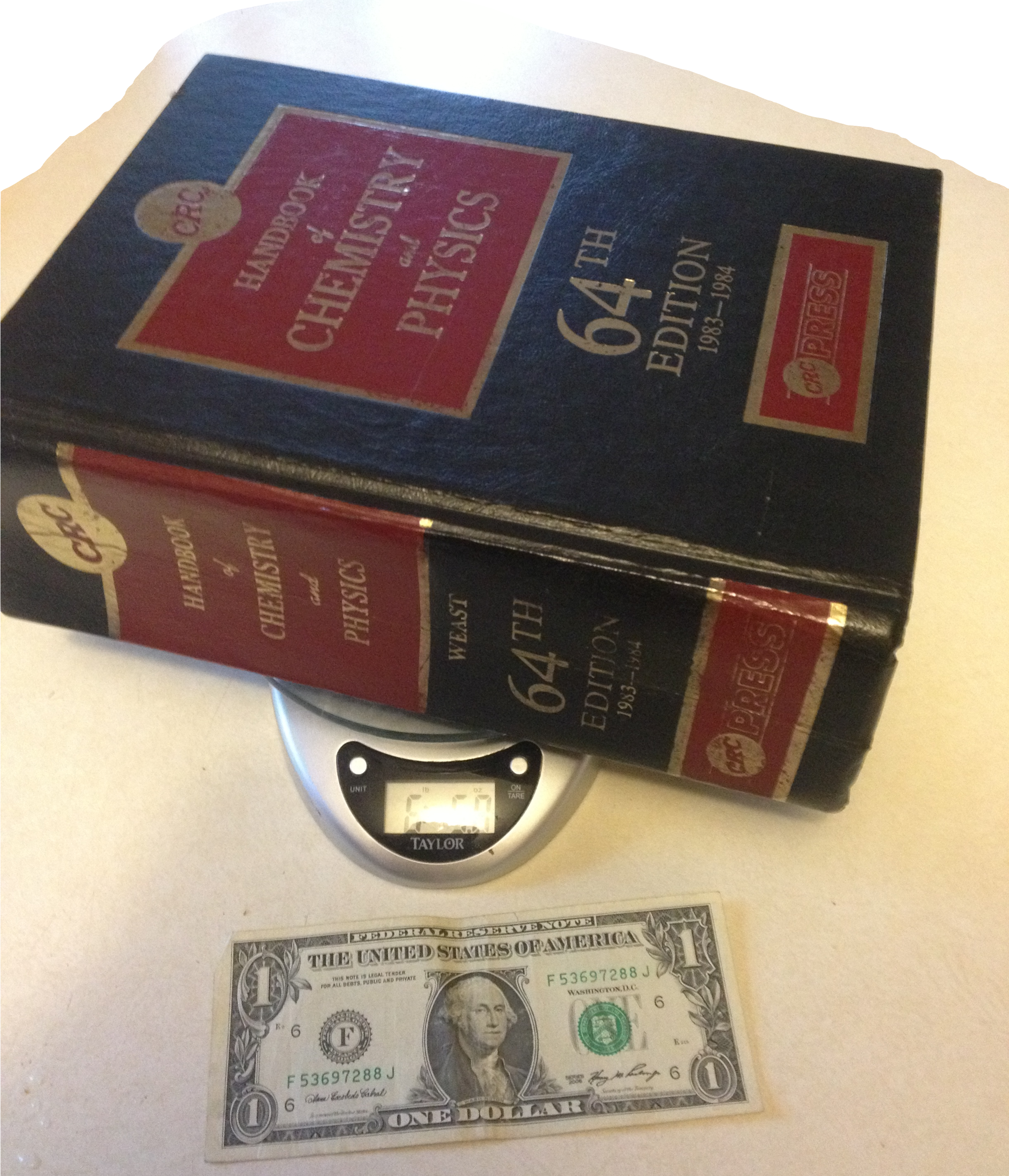
Edizione 64ª del CRC Handbook of Chemistry and Physics con banconota da un dollaro americano per scala; peso

## Contenuti di ogni edizione
- 22ª Edizione - 44ª Edizione
  - Sezione A: Tabelle matematiche
  - Sezione B: Proprietà e costanti fisiche
  - Sezione C: Tabelle chimiche generali/Gravità specifica e proprietà della materia
  - Sezione D: Calore e Igrometria/Suono/Elettricità e Magnetismo/Luce
  - Sezione E: Quantità e unità/Varie
  - Indice
- 45ª Edizione - 70ª Edizione
  - Sezione A: Tabelle matematiche
  - Sezione B: Elementi e composti inorganici
  - Sezione C: Composti organici
  - Sezione D: Chimica generale
  - Sezione E: Costanti fisiche generali
  - Sezione F: Varie
  - Indice
- 71ª Edizione - attuale
  - Sezione 1: Costanti, unità e fattori di conversione di base
  - Sezione 2: Simboli, terminologia e nomenclatura
  - Sezione 3: Costanti fisiche dei composti organici
  - Sezione 4: Proprietà degli elementi e dei composti inorganici
  - Sezione 5: Termochimica, elettrochimica e cinetica
  - Sezione 6: Proprietà del fluido
  - Sezione 7: Biochimica
  - Sezione 8: Chimica analitica
  - Sezione 9: Struttura molecolare e spettroscopia
  - Sezione 10: Fisica atomica, molecolare e ottica
  - Sezione 11: Fisica delle particelle e nucleare
  - Sezione 12: Proprietà dei solidi
  - Sezione 13: Proprietà del polimero
  - Sezione 14: Geofisica, Astronomia e Acustica
  - Sezione 15: Dati di laboratorio pratici
  - Sezione 16: Informazioni su salute e sicurezza
  - Appendice A: Tabelle matematiche
  - Appendice B: Numeri di registro CAS e formule molecolari di sostanze inorganiche (72a - 75a)
  - Appendice C: Fonti di dati fisici e chimici (83a)
  - Indice

Oltre a una vasta linea di manuali di ingegneria e riferimenti e libri di testo in quasi tutte le discipline scientifiche, CRC è oggi anche noto come editore leader di libri relativi alla scienza forense, patologia forense, criminologia, e scienze investigative.

## Edizioni precedenti
- 98ª Ed. (23-06-2017) ISBN  1-4987-8454-2, 2560 pp, Caporedattore J. R. Rumble
- 97ª Ed. (15-06-2016) ISBN  1-4987-5428-7, 2670 pp, Caporedattore W. M. Haynes
- 96ª Ed. (15-06-2015) ISBN  1-4822-6096-4, 2677 pp, Caporedattore W. M. Haynes
- 95ª Ed. (26-06-2014) ISBN  1-4822-0867-9, 2693 pp, Caporedattore W. M. Haynes
- 94ª Ed. (19-07-2013) ISBN  1-4665-7114-4, 2668 pp, Caporedattore W. M. Haynes
- 93ª Ed. (31-07-2012) ISBN  1-4398-8049-2, 2664 pp, Caporedattore W. M. Haynes
- 92ª Ed. (15-06-2011) ISBN  1-4398-5511-0, 2656 pp, Caporedattore W. M. Haynes
- 91ª Ed. (01-07-2010) ISBN  1-4398-2077-5, 2610 pp
- 90ª Ed. (03-06-2009) ISBN  1-4200-9084-4, 2804 pp, Caporedattore D. R. Lide
- 89ª Ed. (17-06-2008) ISBN  1-4200-6679-X, 2736 pp
- 88ª Ed. (01-10-2007) ISBN  0-8493-0488-1, 2640 pp
- 87ª Ed. (15-06-2006) ISBN  0-8493-0487-3, 2592 pp
- 86ª Ed. (23-06-2005) ISBN  0-8493-0486-5, 2544 pp
- 85ª Ed. (11-06-2004) ISBN  0-8493-0485-7, 2656 pp, Caporedattore D. R. Lide
- 84ª Ed. (19-06-2003) ISBN  0-8493-0484-9, 2616 pp
- 82ª Ed. (2001) ISBN 0-8493-0482-2, 2588 pp
- 81ª Ed. (2000) ISBN 0-8493-0481-4, 2494 pp
- 80ª Ed. (1999) ISBN 0-8493-0480-6, 2441 pp
- 79ª Ed. (1998) ISBN 0-8493-0479-2, 2423 pp
- 78ª Ed. (1997) ISBN 0-8493-0478-4, 2447 pp
- 77ª Ed. (1996) ISBN 0-8493-0477-6, 2624 pp[2]
- 76ª Ed. (1995) ISBN 0-8493-0476-8, 2512 pp
- 75ª Ed. (1994) ISBN 0-8493-0475-X, 2531 pp
- 74ª Ed. (1993) ISBN 0-8493-0474-1, 2624 pp
- 73ª Ed. (1992) ISBN 0-8493-0566-7, 2489 pp[3]
- 72ª Ed. (1991) ISBN 0-8493-0472-5, 2407 pp
- 71ª Ed. (1990) ISBN 0-8493-0471-7, 2324 pp
- 70ª Ed. (1989) ISBN 0-8493-0470-9, 2502 pp, Caporedattore R. C. Weast
- 69ª Ed. (1988) ISBN 0-8493-0469-5, 2488 pp
- 68ª Ed. (1987) ISBN 0-8493-0740-6, 2416 pp
- 67ª Ed. (1986) ISBN 0-8493-0467-9, 2406 pp
- 66ª Ed. (1985) ISBN 0-8493-0466-0, 2363 pp
- 65ª Ed. (1984) ISBN 0-8493-0465-2, 2290 pp
- 64ª Ed. (1983) ISBN 0-8493-0464-4, 2303 pp
- 63ª Ed. (1982) ISBN 0-8493-0463-6, 2381 pp
- 62ª Ed. (1981) ISBN 0-8493-0462-8, 2332 pp
- 61ª Ed. (1980) ISBN 0-8493-0461-X, 2454 pp
- 60ª Ed. (1979) ISBN 1-114-38328-7, 2385 pp
- 59ª Ed. (1978) ISBN 0-8493-0459-8, 2488 pp
- 58ª Ed. (1977) ISBN 0-8493-0458-X, 2348 pp
- 57ª Ed. (1976) ISBN 0-87819-456-8, 2390 pp
- 56ª Ed. (1975) ISBN 0-87819-455-X, 2350 pp
- 55ª Ed. (1974) ISBN 0-87819-454-1, 2279 pp
- 54ª Ed. (1973) ISBN 0-87819-454-1, 2406 pp
- 53ª Ed. (1972) ISBN 1-114-49810-6, 2335 pp
- 52ª Ed. (1971) ISBN 1-114-12799-X, 2319 pp, Caporedattore R. C. Weast
- 51ª Ed. (1970), 2364 pp
- 50ª Ed. (1969), 2356 pp
- 49ª Ed. (1968), 2092 pp
- 48ª Ed. (1967), 1937 pp
- 47ª Ed. (1966), 1856 pp
- 46ª Ed. (1965), 1713 pp
- 45ª Ed. (1964), 1495 pp
- 44ª Ed. (1962), 3604 pp, Caporedattore C. D. Hodgman (small format)
- 43ª Ed. (1961), 3515 pp
- 42ª Ed. (1960), 3481 pp, Caporedattore Charles D. Hodgman
- 41ª Ed. (1959), 3472 pp
- 40ª Ed. (1958), 3456 pp
- 39ª Ed. (1957), 3230 pp
- 38ª Ed. (1956), 3206 pp
- 37ª Ed. (1955), 3156 pp
- 36ª Ed. (1954), 3173 pp
- 35ª Ed. (1953), 3163 pp
- 34ª Ed. (1952), 2950 pp
- 33ª Ed. (1951), 2894 pp
- 32ª Ed. (1950), 2879 pp
- 31ª Ed. (1949), 2737 pp (Copyright originale 1948)
- 30a Rev Ed. (1947), 2686 pp
- 30ª Ed. (1946), 2686 pp
- 29ª Ed. (03-1945), 2640 pp
- 28ª Ed. (01-1944), 2571 pp
- 27ª Ed. (02-1943), 2553 pp
- 26ª Ed. (06-1942), 2515 pp
- 25ª Ed. (07-1941), 2503 pp
- 24ª Ed. (07-1940), 2564 pp
- 23ª Ed. (05-1939), 2221 pp
- 22ª Ed. (08-1937), 2069 pp
- 21ª Ed. (08-1936), 2023 pp
- 20ª Ed. (09-1935), 1933 pp
- 19ª Ed. (09-1934), 1951 pp
- 18ª Ed. (09-1933), 1818 pp
- 17ª Ed. (09-1932), 1722 pp
- 16ª Ed. (08-1931), 1545 pp
- 15ª Ed. (09-1930), 1425 pp
- 14ª Ed. (1929), 1386 pp
- 13ª Ed. (09-1928), 1214 pp
- 12ª Ed. (08-1927), 1112 pp
- 11ª Ed. (03-1926), 1011 pp
- 10ª Ed. (1924), 904 pp
- 9ª Ed. (08-1922), 803 pp
- 8ª Ed. (11-1919), 711 pp
- 7ª Ed. (1918), 557 pp
- 6ª Ed. (08-1917), 482 pp
- 5ª Ed. (1917), 414 pp
- 4ª Ed. (1915), 375 pp
- 3ª Ed. (1914), 322 pp
- 2ª Ed. (1914), 296 pp
- 1ª Ed. (1914), 116 pp (Copyright originale 1913)